# 劉鍊
劉鍊（？—？），號鎔九，顺天府永清縣崇文里人。明朝政治人物。萬曆癸丑進士。

## 生平
万历四十年（1612年）壬子科顺天府乡试举人，萬曆四十一年（1613年）联捷癸丑科進士，刑部觀政，授兖州府滋阳县知县，四十六年本省同考，四十七年考察，本年调任河南府汝州伊阳县知县，天啓元年擢户部雲南清吏司主事，管南新、濟陽二倉，二年升署郎中事主事，天啓二年（1622年）差管理通州粮厅，三年拾遺，出为两淮都转运盐使司添注运判，五年升工部都水司主事，管六科廊，六年管清江造船厂，七年晋本司员外郎，升虞衡司郎中，加升山東參政，天啓七年十二月加太仆寺少卿，崇祯三年（1630年）官至雲南曲靖兵备道右参议。

## 紀念
县署南中街有“鹏飞联翮”坊，为进士劉鍊立。

## 家族
曾祖刘瓒，武举人，官千总。祖刘炳，拔贡生，任泗州同知。父刘培，万历壬寅拔贡，任文林郎丘县知县，再封户部主事，累封右参议。母张氏，继母张氏，俱赠孺人，再赠安人。生四子：刘铁、刘鈖（武进士、候选守备）、刘鈎、刘鍊。
妻趙氏，继妻孟氏。子劉澍，顺治丙戌进士，工部屯田司主事。孙刘㮵，监生。